# Bogofa
Bogofa  est une localité du nord-est de la Côte d'Ivoire, et appartenant au département de Nassian, Région du Zanzan. La localité de Bogofa est une sous-préfecture et un chef-lieu de commune . Bogofa est la réunion des trois villages de Farako, Gouméré et Bodé.